# Coronilla juncea
Coronilla juncea är en ärtväxtart som beskrevs av Carl von Linné. Coronilla juncea ingår i släktet kroniller, och familjen ärtväxter. Inga underarter finns listade i Catalogue of Life.
Kronbladen är gula.

## Bildgalleri

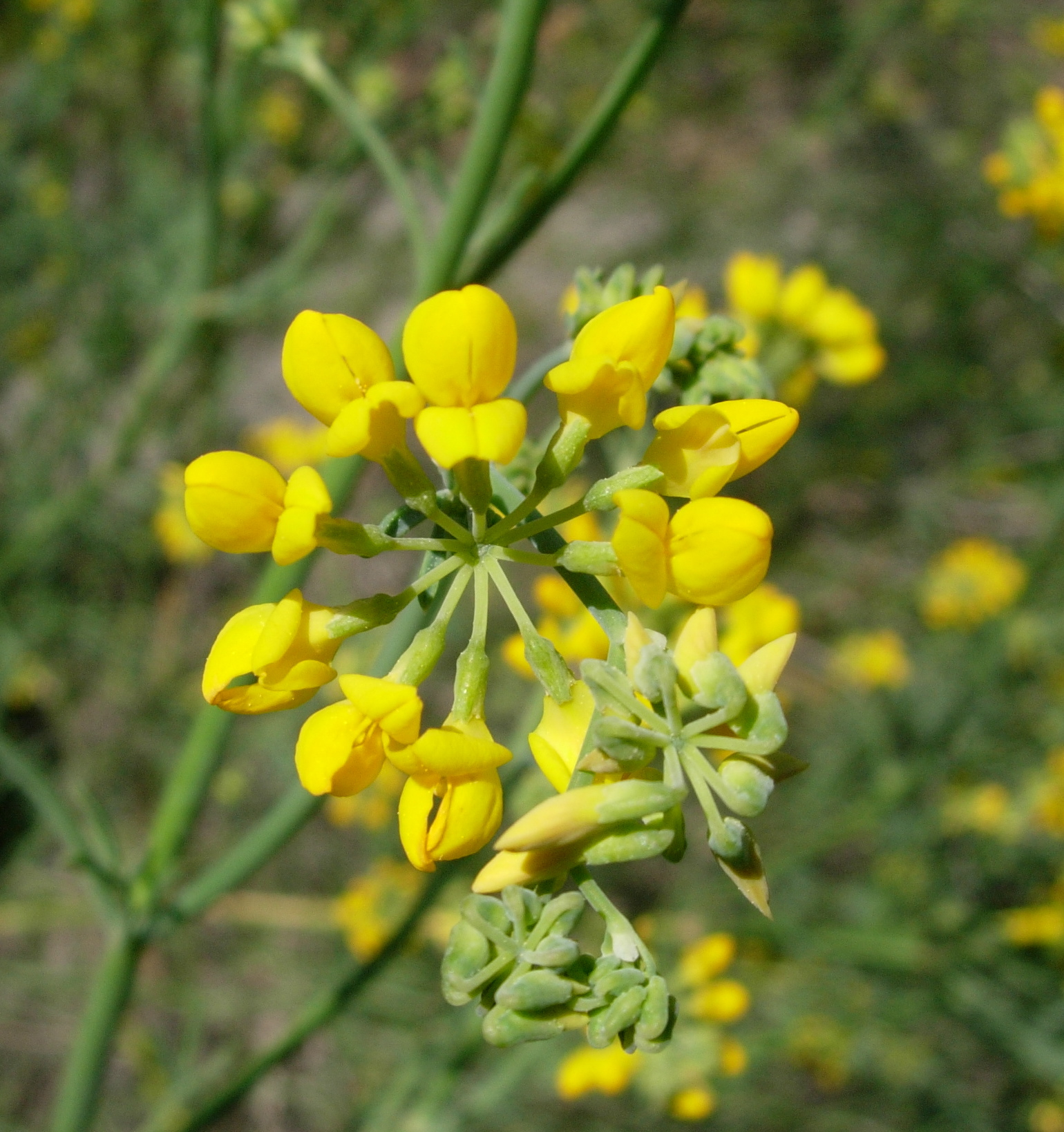
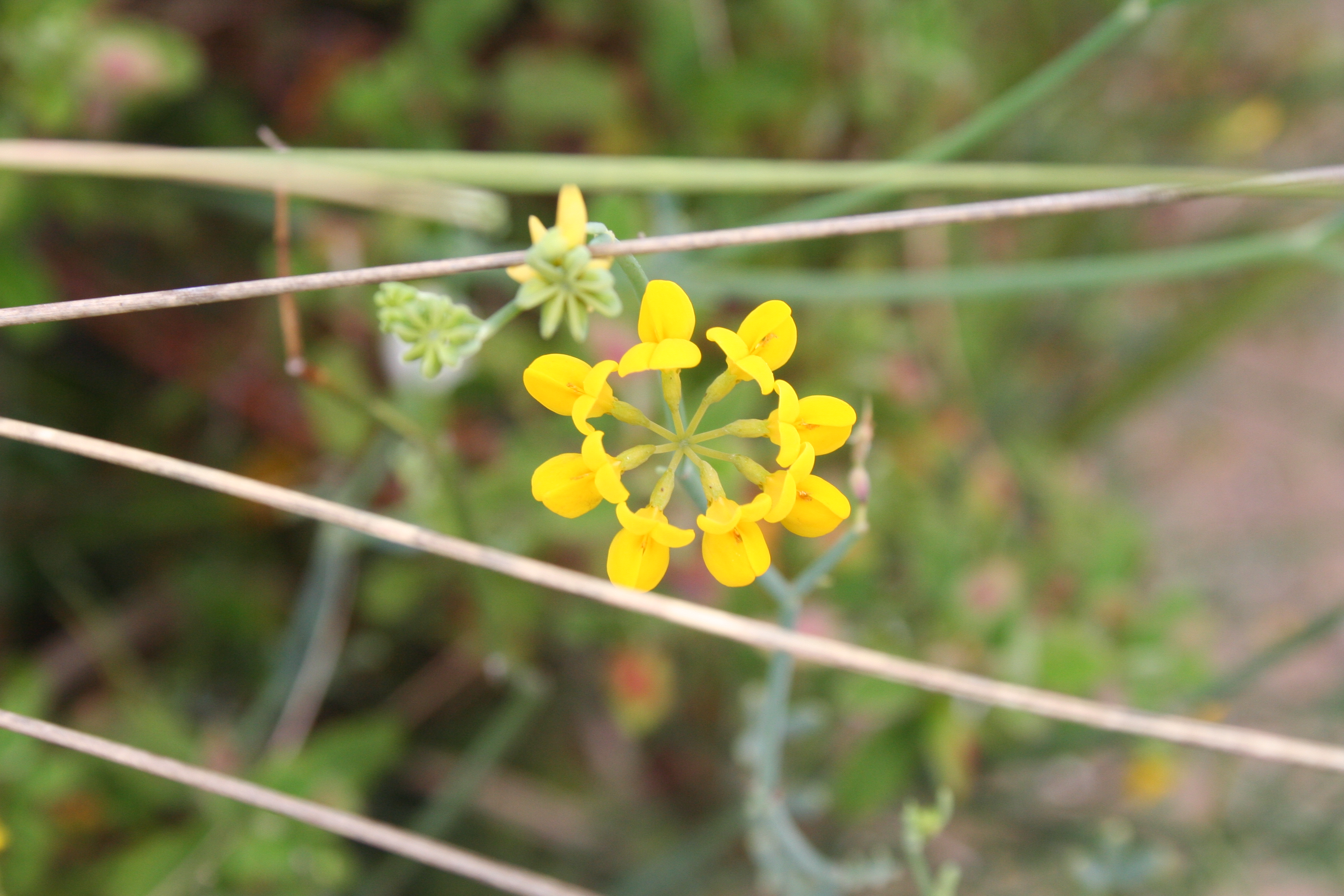
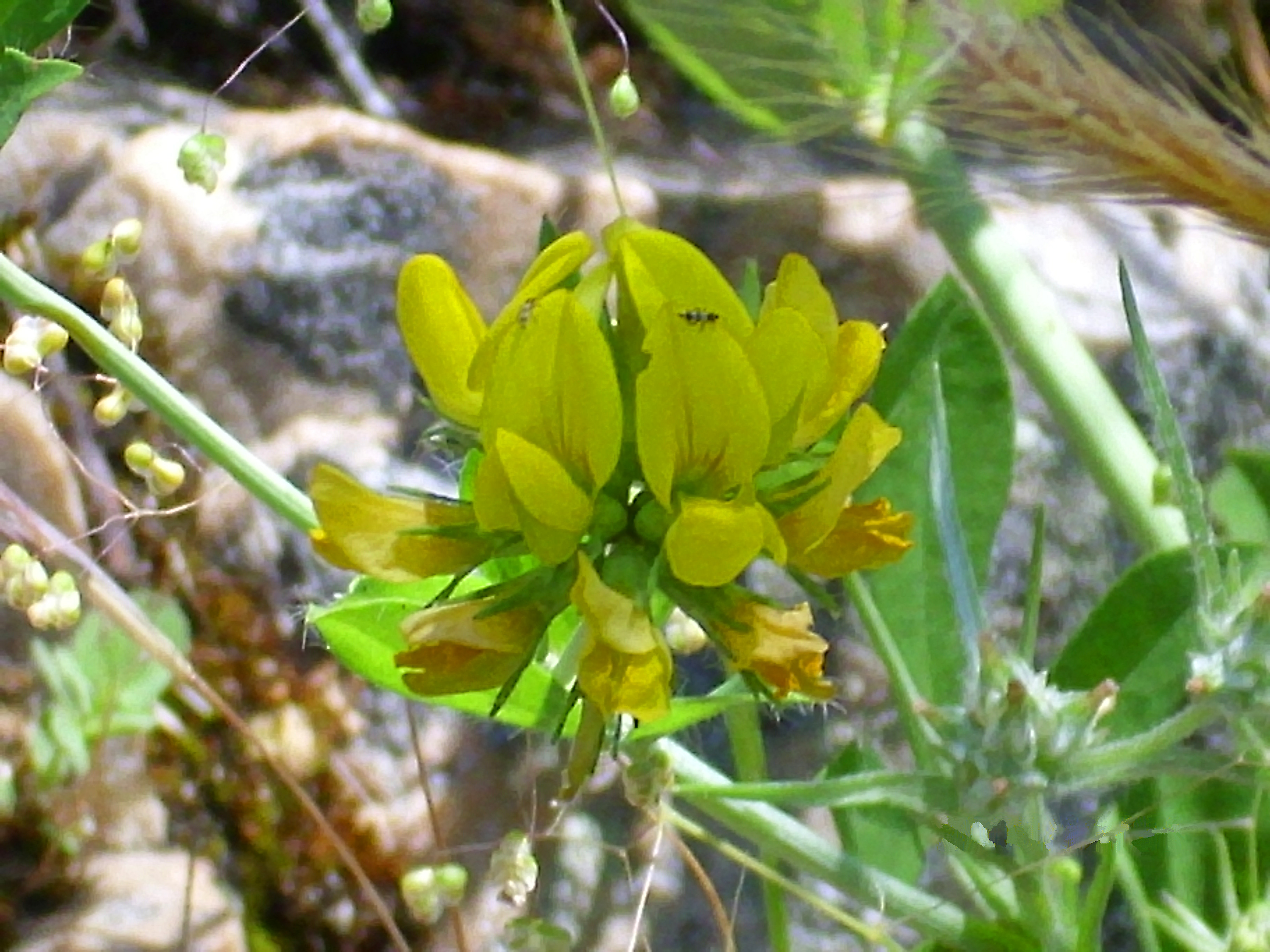
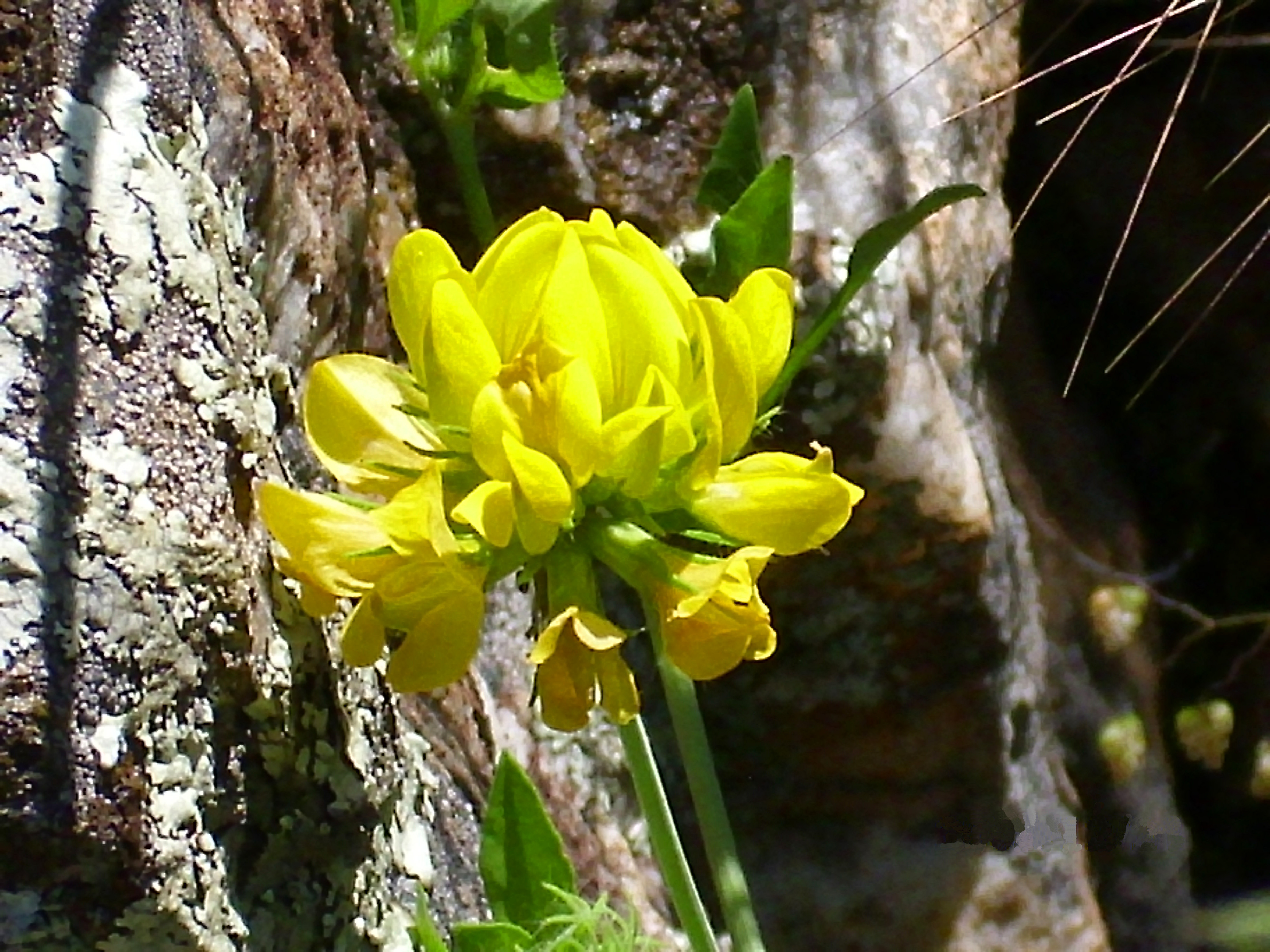